# Costa Natsis
Costa Natsis (Κώστας Νάτσης) est un réalisateur français né le 25 janvier 1942 à Rizovouni, un village d'Épire (Grèce).

## Biographie
À l'âge de dix-sept ans, il quitte la Grèce et rejoint Berlin-Ouest pour étudier la philosophie et les sciences politiques à l'Université libre de Berlin (Freie Universität Berlin). Il s'installe ensuite à Paris en 1963 où il étudie le cinéma et suit les cours de l'IDHEC en auditeur libre.
Après avoir été deuxième ou troisième assistant de réalisateurs tels que Jean-Luc Godard (Made in USA, 1966), Pier Paolo Pasolini (Médée, 1969, « Ce fut la rencontre la plus marquante »), André Cayatte (Les Chemins de Katmandou, 1969) et René Clément (Le Passager de la pluie, 1970), il écrit et réalise son premier film en 1969, Le Monsieur d'1 mètre 55 (Ο κύριος του 1,55), un court métrage qui est présenté la même année lors du Festival du cinéma grec 1969 qui fut la dixième édition du Festival international du film de Thessalonique. 
En 1971, il réalise avec Adam Pianko, L'École sauvage qui est présenté cette année-là lors des Rencontres de Hyères et qui sortira en salles en 1973 au cinéma Saint-André-des-Arts à Paris. Cette « expérience de cinéma vérité » présente, dans une forme hybride entre documentaire et fiction, l'école Decroly de Saint-Mandé (Val-de-Marne), un établissement public qui reste aujourd'hui le seul à proposer de la maternelle à la troisième une pédagogie alternative. Ce « film passionnant (…) filmé à la première personne, qui tient du ciné-reportage »,  cette « tentative exaltante de pédagogie intelligemment restituée » montre les 250 enfants de trois à quinze ans dans leur propre rôle, acteurs de leurs apprentissages, avec la participation éphémère de Rufus et Romain Bouteille. Un « documentaire culte » qui a été récemment sauvé de l’oubli et qui est désormais disponible sur le site de l'INA.
Confronté à toutes sortes de difficultés, pour gagner sa vie, il devient chauffeur de taxi sur les conseils de Jean Eustache (métier auquel ce dernier songeait aussi pour lui-même). Un métier qu'il exerce la nuit à Paris et sur lequel il porte un regard poétique dans le documentaire qu'il réalise en 1986 pour la télévision, Taxi de nuit, et une expérience dont il s'inspire pour écrire son premier long-métrage de fiction (avec l'aide de Suzanne Schiffman), un film « d'une grâce inattendue » qu'il réalise en 1999 : Innocent (avec Jacques Bonnaffé dans le rôle principal, Élisabeth Depardieu, Jean-Pierre Léaud), entre Pickpocket de Robert Bresson et Dostoïevsky, de l'aveu du réalisateur qui précise : « J'ai voulu ce titre parce que je trouve que dans la vie de tous les jours, nous sommes tous coupables de quelque chose. […] C'est un mot qui quotidiennement m'interpelle. Derrière chaque visage, il y a cette question de l'innocence. »
En 2004, il réalise Le Rêve d'Icare (qu'il scénarise avec Suzanne Schiffman et Bruno Herbulot), avec Anna Mouglalis et Nikos Aliagas. Le film sort en première mondiale en Grèce en 2005 et en France en mars 2007 lors du 5e Panorama du Cinéma Grec Contemporain au Cinéma des cinéastes à Paris.
Aujourd'hui, Costa Natsis vit et travaille à Paris et se consacre actuellement à son projet de film sur saint Paul.

## Filmographie
- 1969 : Le Monsieur d'1 mètre 55 (court-métrage, Grèce)
- 1973 : L'École sauvage (France) coréalisé avec Adam Pianko
- 1986 : Taxi de nuit, 13 min (France), documentaire
- 1999 : Innocent (France, Grèce)
- 2005 : Le Rêve d'Icare (France, Grèce)

## Critiques (extraits)
Innocent (1999) :
« Cette intensité du rapport au monde est aussi ce que le cinéma devrait être capable d'accomplir, et qu'il réussit si rarement. Ici, avec une totale simplicité de moyens et une grande économie de gestes, le film y parvient de manière remarquable. » (…) « Cette réussite tient à la mise en scène, sa précision sans insistance, son sens de la durée, du cadre, des visages et des voix. » (…) « La simplicité du récit, la rigueur de la réalisation de Costa Natsis et la qualité de l'interprétation de Jacques Bonnaffé à nouveau accordées signent la réussite de cette très bonne surprise de cinéma » — Un homme qui sort, Le Monde du jeudi 26 août 1999, Jean-Michel Frodon.
« Costa Natsis signe un film attentif, secret et déconcertant » (…) « Innocent est un film d'août, le témoignage d'un été à Paris, un été à la dérive. Perdu, distrait, il avance comme ça vient, au gré des rencontres, fantomatique jusqu'à en faire son système. Un film en fuite, peut-être déçu des récits-prisons, des jeux de l'oie narratifs, de toute cette scénaristique carcérale. Un film qui se rêverait ouvert à chacun et aurait décidé de confier son équilibre, de toute façon précaire, à une combinaison de hasards et de numéros. Numéros d'acteurs en l'occurrence, par des rencontres jouant comme autant d'occasions symboliques d'avouer son admiration pour des figures tutélaires qui, d'un bout à l'autre de la périphérie du cinéma français, tracent une route cohérente, une ligne de conduite : Catherine Breillat, à qui il emprunte le chef opérateur Yorgos Arvanitis en plus de Caroline Ducey et de François Berléand (rien moins que le triangle noir de Romance rendu à la pellicule, loin des polémiques) ; François Truffaut, projeté littéralement dans le film, par un extrait de la Chambre verte comme par la présence de Jean-Pierre Léaud, de Suzanne et de Laura Schiffman ; ou enfin Robert Bresson, dont Pickpocket sera le modèle avoué regardé dans le rétroviseur de cet Innocent postmoderne, parfois un peu sec mais sincère. Innocence d'un garçon absent, Jacques Bonnaffé, sortant de prison et décidé à laisser derrière lui sa vie abolie, choisissant le chemin du plus grand des hasards, allant de l'avant au volant d'un taxi volé, roulant pour emmener les autres et se trouver au passage. Celui qui livrera à Jacques Bonnaffé les clés du véhicule et l'habit de son récit, c'est Costa Natsis lui-même. Parce que ce film est le sien, tout comme ce taxi Mercedes. Natsis ayant de temps à autre, dans des moments de dèche noire, fait le taxi en dilettante sur les bons conseils de Jean Eustache. Sa présence, loin d'être anecdotique, nous conduit vers une image juste du film. Ce Grec noueux et dandy, quelque part entre Dionys Mascolo et Eustache précisément, ne peut être qu'un auditeur lymphatique davantage qu'un conteur, sensible aux accidents, aux impasses, aux âmes flottantes. »
L'École sauvage (1973) :
« L’École sauvage raconte l’histoire d’un bonheur possible et impossible. Bonheur possible parce qu’il existe, qu’il est là sous nos yeux, qu’il se déroule comme une fête permanente où les événements les plus improbables arrivent naturellement. (…) Quelque 250 gosses entre 3 et 15 ans bénéficient du privilège de se servir de leur corps à leur guise, de faire fonctionner leur esprit de la manière la plus profitable pour eux, d’avoir entre eux, et avec les adultes qui les entourent, des relations amicales. Il nous a paru intéressant de les faire connaître et de suggérer à cette occasion ce qu’il pourrait arriver dans notre vie si nous trouvions le moyen d’en soustraire la peur, la menace, la compétition organisée et le chantage à la survie » — Costa Natsis et Adam Pianko (Dossier de presse).
« Les deux réalisateurs ne sont pas tombés dans le piège du film pédagogique. Ni du film politique. Pas de prises de vues démonstratives, pas de dialogues didactiques. Les images ne sont au service d'aucune thèse, les paroles ne prétendent signifier aucune vérité. « L'École sauvage » n'est pas un film sur une école, aussi déscolarisée soit-elle. C'est un regard sur l'enfant, qui vit sans contraintes dans un milieu scolaire. (…) Ce sont les enfants qui, spontanément, ont fait la mise en scène. Avec leurs hésitations, leurs maladresses, leur illogisme, leur désordre. leur vérité. Suffisamment riche et dense pour être servi comme ça, comme la vie, toute brûlante et touffue. Déroutante pour les adultes lancés sur les rails de ce que les situationnistes appellent la survie. »

## Extraits de film (citations)
Taxi de nuit (1986), voix off : « Mon métier c'est le cinéma. Puis j'ai arrêté, je suis devenu chauffeur de taxi. Mon taxi, c'est plus que le cinéma, il y a même trois écrans. D'abord le pare-brise, tout le temps en travelling permanent. Deuxièmement le rétroviseur, les rues, les ombres, tout ce qui défile derrière. Et puis il y a la chose la plus importante, la banquette arrière, le divan. C'est là que l'action se passe. Dérision, drame, comédie, plaisir, ennui, délire, temps mort. » (…) « Je préfère travailler la nuit. Les gens sont plus à l'aise, plus disponible, et puis la nuit le temps ne joue pas. Il y a la rêverie de la nuit. » (…) « Vers quatre heures du matin (…) ils sont sans défense. Avec moi, ils se livrent totalement parce qu'ils ne me verront plus jamais. C'est comme plonger dans une nouvelle histoire. Un psychanalyste m'a dit qu'on faisait le même métier avec la différence que moi je faisait de l'analyse à vingt-cinq Francs la séance. » (…) « Dans le travail que je fais, ce qui est bien c'est qu'il n'y a ni exploité ni exploiteur. Je suis libre, indépendant. Je suis solitaire comme un personnage de John Ford sur son cheval. Je m'arrête boire un verre (…) Et en fin de compte, mon plus grand plaisir c'est quand au bout de la nuit je ressens le dégoût, je mets le compteur pour moi-même et je contemple la plus belle ville du monde. »
Taxi de nuit (1986), personnage sur la banquette arrière (Kostas Axelos) : « Vous me semblez étranger. L'histoire de l'étranger est toujours très difficile car on dit toujours qu'avec le travail l'homme est un étranger au monde. Peut-être quelques fois en roulant la nuit, vous ressentez ce que je ressens moi aussi, une certaine conciliation avec le monde. »